# Vitklobb, Kimitoön
Vitklobb är en ö i Finland. Den ligger i Skärgårdshavet och i kommunen Kimitoön i den ekonomiska regionen  Åboland i landskapet Egentliga Finland, i den sydvästra delen av landet. Ön ligger omkring 63 kilometer söder om Åbo och omkring 150 kilometer väster om Helsingfors. Vitklobb ligger 6 meter över havet.
Öns area är 1,6 hektar och dess största längd är 200 meter i sydväst-nordöstlig riktning.